# 頭脳戦艦ガル
『頭脳戦艦ガル』（ずのうせんかんガル）は、デービーソフト（dB-SOFT）より1985年12月14日に発売されたファミリーコンピュータ用ゲームソフト。
発売元のデービーソフトは本作のジャンルをスクロール・ロールプレイングゲーム（SCROLL RPG）と称していたが、実際のゲームデザインは縦スクロール型シューティングゲームに近い。

## 概要
自機「ジスタス-21」を操作し、地底→コア→宇宙…（宇宙の後は再び地底から始まり、以後コア→宇宙…と無限ループ）とステージをワープしつつパーツを100個集め、宇宙空間制御装置"ドラッグ"を撃破することが目的。タイトルやパッケージに記された「頭脳戦艦ガル」とは、ジスタス-21を搭載する母艦のことを指しているが、ゲーム中には登場しない。
地底・コア・宇宙の3種類に分類される全30エリアのそれぞれに1つのパーツが存在する。パーツを100個集めた上で宇宙の最終エリアへ行くと"ドラッグ"が出現するようになるが、背景に同化しているために知らないと簡単にスクロールアウトしてしまい、再び地底に戻ってしまうことになる。
周回を重ねていると空中敵の耐久力がどんどん上がっていく。高次周の空中敵に対処するにはレベルの高いパワーアップが必須であるため、一度ミスをすると敵を破壊しきれなくなり、さらにミスが重なるといったハマりに近い形でゲームオーバーになってしまうことが多い。なお、本作にはコンティニュー機能はない。またパーツを100個集める忍耐力や隠しアイテムの駆使を前提とした計画的なプレイが要求される。

## ゲーム内容

### 自機のパワーアップ
自機はパワーアップが可能だが、そのパワーアップの条件が特殊である。取扱説明書では「敵機を攻撃することによってパワーアップしていく」とされているのみで明確な条件は記されていないが、デービーソフト著の攻略本『頭脳戦艦ガル テクニックブック』には具体的な敵機の撃墜数が明示されている。即ち「一定数の敵機（地上物は含まない）の撃墜」がパワーアップの条件であり、戦闘の蓄積とともに自機が徐々にレベルアップ（パワーアップ）するという、ロールプレイングゲーム的な成長を遂げるシステムとなっている。
パワーアップの条件を満たした場合、自機がTYPE-3 B以外の状態であれば、1段階パワーアップする。途中で自機が破壊されてリスタートした場合は、パワーアップに必要な敵機の撃墜数は0にリセットされる。
敵機の撃墜数は、プレイ中に明確に表示されることはないため、プレイ中に前触れなく突然パワーアップが行われる仕様となっている。
なお、斜めショットが撃てる状態でBボタンを押しっぱなしにしたままAボタンを連射すると正面と斜めショットの両方が連射できる。
TYPE-1
ゲーム開始時の段階。Aボタンにより前方へメインショットを発射可能。メインショットは自動連射のない単発式で1回発射につき両翼の各砲門から1発ずつ計2発のショットが発射される。この状態でのみ自機が破壊されると残機数が減る（TYPE-2以上にパワーアップしている状態では、残機数は減らずに1段階パワーダウンするようになっている）。
また、BGMが各ステージ（地底・コア・宇宙）にそれぞれ設定された専用の曲へ変更される。
TYPE-2 A
自機のグラフィックが変化し、メインショットが自動連射化される。メインショット自体の攻撃力や性能はTYPE-1と変わりない。BGMがTYPE-2専用の曲へ変更される。
TYPE-2 B
メインショットの攻撃力が上がり、メインショットのグラフィックも1発分が長いものへ変化。その他はTYPE-2 Aと同一。
TYPE-3 A
自機のグラフィックが変化し、Bボタンで前方斜め方向にサブショットを発射可能となる。サブショットの性能面はTYPE-1のメインショットに準ずる。使用ボタンの関係上、後述の「A・T・O・M」装備中はサブショットは使用不可となる（サブショットを使用すると「A・T・O・M」が発動する）。
BGMがTYPE-3専用の曲へ変更される。
TYPE-3 B
最終段階。サブショットの攻撃力が上がり、サブショットのグラフィックも1発分が長いものへ変化。その他はTYPE-3 Aと同一。

### アイテム
本作には様々なアイテムが存在し、その効果も様々である。しかし、「エネルギーパーツ」「ワープ」「A・T・O・M」の3種を除いて基本的には隠しアイテムであり出現条件がどれも特殊で厳しいため、予備知識なしで出現させるのは困難である。
パーツ
全エリアで登場。出現条件は特に無いが、ジスタスワープを使った場合に限り、ワープ直後のエリアでは出現しない。自機を重ねると取得できる。これを100個集めてから宇宙のエリア30に行くと"ドラッグ"が現れるようになる。13周目に到達すると一切出現しなくなる。
サイクロン
地底のエリア3に登場。
通常は水色をしているが、出現後に攻撃すると赤くなって敵と化し敵弾をばら撒きながら上方へ逃げていく。取得すると1,000,000点のボーナス。その他、「ヴォルフ」という隠しアイテムを出現させる条件にもなっている。
ワープ
地底のエリア6と7、コアのエリア16、宇宙のエリア25に登場。出現条件は特に無い。取ると「ジスタスワープ」となり、次のステージに強制的にワープする。なお、取得せずともステージの最終エリアまで進めば「ノーマルワープ」となり、次のステージへ自動的に飛ぶため、クリアに必須となるアイテムではない。ちなみに撃ち込んで破壊することも可能で、その際には2,000点のボーナスが加算される。
バッくん
地底のエリア6または7の終盤（エリア分岐点内）に登場。
取得すると自機ストックが1つ追加される。パーツとワープを除いた隠しアイテムの中で、これのみ説明書にその存在を記載されていた。
ヴァルキューレ
コアのエリア15に登場。
ショットを撃ち込むと耐久力のある音がするが破壊は不可能で、ヴァルキューレの周囲を取り囲むように自機を動かすと100,000点のボーナスと共に消滅する。これを出現させることが隠しアイテム「ヴィゾー」を出現させる条件のひとつとなっている。
A・T・O・M
コアおよび宇宙の複数エリアに登場。出現条件は特に無く、必ず画面下部から上に向かって現れる。出現時は敵であり、触れると自機は破壊されるが、一定数のショットを当てることで自機の横に合体する。合体後にBボタンを押すと画面上の全ての敵を破壊するが、その時画面上にパーツやワープなどのアイテムが存在すると、それらまで破壊してしまう。また、使用ボタンの関係上サブショットとの併用は不可能。
なお、合体時にコア面の壁にA・T・O・Mが接触すると破壊されてしまったり、合体後使用せずに放置しエリアの区切りに到達すると自動的に離脱する。
ヴィゾー
コアのエリア19に登場。
取得するとパーツの残り取得数が10個分減り、実質パーツ10個分を獲得した事となる。
ヴォルフ
宇宙のエリア23に登場。
取得するとエリア30まで完全無敵状態になる。全アイテム中最も出現条件がシビアで、周回数を換算すると最も奥深くに存在するレアアイテムであると言える。
バルバール
宇宙のエリア30最後に登場。
撃ち込むと10,000点と共に画面内の異なる場所にワープ、その後撃ち込むごとにワープと10,000ずつ得点上昇を繰り返し、最後に5発目を撃ち込むと100,000点を得られるが代わりにその時点で集めていたパーツが全て失われる。再び100個集めることを強いられるため、実質的なトラップアイテムである。なお、自機がバルバールに接触すると自機は破壊されてしまうので注意。

### その他の仕様など
- 残りパーツ数は、ゲーム開始時、ミス後の再開時、次のエリアに突入した時に表示される。
- ハイスコアを更新すると、ゲームオーバー時に橙色の文字で「NICE PLAY」と表示される。
- 通常、自機を無敵状態にするためには「ヴォルフ」というアイテムを取得しなければならないが、無敵状態となる隠しコマンドが用意されている。また、「ヴォルフ」による無敵効果はエリア30までの制限付きであるが、コマンドによる無敵にはこのような制限は無く、クリアするまで無敵状態を維持できる。なお、地底やコアの壁に接触した場合は、無敵の効果は発揮されず自機は破壊されるが、TYPE-1の状態であっても残機が減らないようになっている（ただし、TYPE-2以上の場合はパワーダウンしてしまう）。
- 宇宙のエリア30には中ボス的な存在である「ナニ」という大型の敵機が出現するが、出会った時の条件によって3段階を上限に姿を変えてくる。これを撃破すると自機が強制的に次の段階へパワーアップする（自機が既に最強段階の場合は変化無し）。
- ゲームをクリアするために必須となるアイテム「エネルギーパーツ」は13周目以降は一切出現しなくなるが、パーツを10個分取得する効果のある「ヴィゾー」は13周目以降も出現させることが可能であり、攻略不能になることはない。

### ジスタスバッジ・ガル勲章
高得点をマークしたプレイヤーに対し、デービーソフトは特製のプレゼントを用意していた。20万点突破で「ジスタスバッジ」、100万点突破で「ガル勲章」を貰えることが取扱説明書に記載されている。条件を達成したことが解る状態の画面写真を撮影し、説明書記載の通りにデービーソフトに送付することで、達成した条件に応じたプレゼントを入手することができた。

## 設定

### ストーリー
銀河系Aダクトでは、ジスタス惑星とガーネットスター&ギカラスの双子惑星が対立していた。両者間の緊張が高まる中、ガーネットスターが宇宙制御装置「ドラッグ」の開発に成功する。ジスタス惑星が破滅に追い込まれる可能性が高まる中、「頭脳戦艦ガル」は戦闘機を搭乗させ、「ドラッグ」を破壊するために出動した。

### ステージ構成
前述の通り、地底・コア・宇宙の3種類のステージがあり、それぞれ複数のエリアに渡って構成されている。

#### 地底
エリア1からエリア12の全12エリアで構成されているが、1周回中において地底の全エリアをプレイすることはできない。エリア11および12を除く各エリアの最終地点には分岐（本作では「インターチェンジ」と称する）があり、左もしくは右のどちらに進入したかによって以後のエリア展開が変化する。分岐先の展開は、左へ進むと難易度が低く、逆に右へ進むと難易度が高くなるよう設定されている。地底には左右に狭く複雑に入り組んだ壁（地形）が存在する。
| エリア | 分岐先のエリア | 分岐先のエリア |
| エリア | 左へ進入       | 右へ進入       |
| ------ | -------------- | -------------- |
| 1      | 2              | 3              |
| 2      | 4              | 5              |
| 3      | 8              | 7              |
| 4      | 6              | 7              |
| 5      | 7              | 9              |
| 6      | 8              | 9              |
| 7      | 9              | 12             |
| 8      | 10             | 11             |
| 9      | 11             | 12             |
| 10     | 12             | 11             |

#### コア
エリア13からエリア20の全8エリアで構成される。地底のような分岐は無く、エリア13から20まで順に進む。地底と同様、左右に壁が存在するが、ほぼ一直線の平坦なものである。

#### 宇宙
エリア21からエリア30の全10エリアで構成される。やはり地底のような分岐は無く、エリア21から30まで順に進む。地底およびコアに存在した壁が存在しない。

#### バグエリア
本作は自機が破壊されると、通常ならば破壊されたエリアの初めからやり直しとなる。ただし、例外的にコアステージおよび宇宙ステージではエリアの最終地点付近で破壊された場合、次のエリアへ飛ばされる。
この性質により、コアステージの最終エリアであるエリア20の終わり際（宇宙へのワープ直前）で自機が破壊されると、本来はエリア21は宇宙ステージなのだが、何故かコアのエリア21が始まる。同様に宇宙ステージの最終エリアであるエリア30の終わり際（地底へのワープ直前）で自機が破壊されると、システム上存在するはずのないエリア31が始まってしまう。これはバグエリアで、入ったら最後、抜け出すことができないうえに、しばらく進むとゲームがフリーズし、リセットを余儀なくされるという非常に理不尽な要素がある。特にコアステージではステージ最終地点の敵機の攻撃が激しいため、陥りやすい現象である。
デービーソフト著の攻略本において、特に陥りやすいコアステージでの本現象について注意喚起されている。

## スタッフ
- プログラマー：ボス大森、ナンデ西村
- グラフィック・デザイナー：バッキー松野、テツ加倉
- プロダクト・マネージャー：ベティ林
- サウンド・コンポーザー：斉藤康仁

## 評価
| 項目 | キャラクタ | 音楽 | 操作性 | 熱中度 | お買得度 | オリジナリティ | 総合  |
| 得点 | 2.76       | 2.67 | 2.87   | 2.55   | 2.38     | 2.38           | 15.61 |

- ゲーム誌『ファミリーコンピュータMagazine』の読者投票による「ゲーム通信簿」での評価は別記の通り15.61点（満30点）となっている[2]。

- 本作が後年もっとも語られたのは、パッケージにも表記してある「RPG」というワードから派生する話題である。「ファミコンでドラゴンクエストよりも前に出ていたRPG」「ゲーム内容がシューティングなのにRPGと書いてある」など、ゲームマニアの間では定番ジョークとしてゲーム内容よりもこういった話題の方が定着した。

- ゲーム誌『CONTINUE』においてライターの志田英邦は、「スクロールRPG。いや、これシューティングだから。でも、パッケージに書いてあるわけだ、RPGと。看板に偽りあり」、「延々と同じような画面が続く中、100個もアイテムを集めなきゃいけないなんて。無敵コマンドを使ってまる1日遊んでいたら、2周目の30面でアイテムリセット。ゼロからのスタート! そりゃないよ」と評している[7]。

- イラストレーターのみうらじゅんは、自身が過去自腹で買ってプレイしたゲームの中では本作が最も「クソゲー」であったと語っており、テレビ、ラジオ、雑誌などのメディア上でゲーム関連の話題でクソゲーの話になると必ず本作を取り上げる。

「『頭脳戦艦ガル』ってすごく面白そうじゃない、タイトルが。ところが、ムッチャ面白くないんですよ。（中略）一面一面がすんごい難しくて、100パーツなんか絶対集められないって。それでも集めていくうちに楽しい画面とか出てくれば嬉しいんだけど、ずーっと変わらない同じ画面なんだよね。頭脳戦艦と言ってるんだから、もうちょっと頭使えよと」と語っている。
また、みうらが音楽家のすぎやまこういちと対談した際に、お互いに一番「クソゲー」と思ったゲームを持ち寄り二人で同時に出しあったところ、両者とも本作を出したために意気投合して握手をしたというエピソードを披露している。
- すぎやまこういちが本作の音楽を酷評したという噂があるが、その発信源と思われる『Beep』1989年6月号におけるすぎやまとみうらじゅんとの対談では、すぎやまは音楽について触れておらず、酷評しているのはみうらだけであった。なお本作の作曲を担当した斉藤康仁は「この噂を結構楽しんでいる」としつつも、彼自身この作品の曲が不出来であることに同意している[10]。

## 関連書籍
- 頭脳戦艦ガル テクニックブック （デービーソフト、徳間コミュニケーションズ、ISBN 978-4886580030）